# Myodom
Das (früher selten auch: der) Myodom (gr.: „Muskelhaus“) ist ein extramuraler (außerhalb der Hirnhäute gelegener) intracranialer (im Schädel gelegener) paariger Raum von pyramidischer Form zur Aufnahme der vier geraden Augenmuskeln bei Knochenfischen (Osteichthyes). Lange galten sie geradezu als Beweis für „zwecklose“ Bildungen bei Lebewesen, denn „wozu braucht ein Fisch so starke, lange Augenmuskeln?“ Er braucht sie aber sehr wohl – gegen das (bei Fortbewegung) vorbeiströmende Wasser, das den Augapfel bei dessen eigenen Bewegungen leicht zum Flattern brächte (besonders wenn beidäugig etwas vor dem Maul fixiert wird). Kleinäugige, sehschwache Fische haben keine Myodome. Diese erstrecken sich dorsal vom Parasphenoid und Prooticum von der Augenhöhle (Orbita) mitunter bis zum Hinterrand des Basioccipitale (z. B. bei den Lachsfischen). Oft sind auch kleine vordere Myodome (für die zwei Schrägen Augenmuskeln; in die Nasenkapsel hineinreichend) entwickelt.